# Sergej Paramonov
Sergej Vladimirovitj Paramonov (ryska: Сергей Владимирович Парамонов), född den 16 september 1945 i Beloretsk, är en sovjetisk fäktare.
Han tog OS-brons i herrarnas lagtävling i värja i samband med de olympiska fäktningstävlingarna 1972 i München.